# Liste der Fließgewässer im Flusssystem Wiese
Die Liste der Fließgewässer im Flusssystem Wiese führt alle Fließgewässer im Flusssystem der Wiese in den deutschen Landkreisen Breisgau-Hochschwarzwald und Lörrach, sowie im Schweizer Kanton Basel-Stadt.

## Wiese
Die Wiese ist ein 57,8 km langer, rechter Nebenfluss des Rheins im Südwesten von Deutschland und im Nordwesten der Schweiz (Kanton Basel-Stadt).

## Direkte Zu- und Abflüsse
Tabelle der direkten Zu- und Abflüsse der Wiese, zum Vergleich auch die entsprechenden Angaben zur Wiese selbst.
Soweit nicht anders angegeben, stammen alle Angaben aus den Datensatzeinträgen, die in der Gewässerkarte der LUBW hinterlegt sind, oder wurden in der dort zugrundeliegenden topografischen Karte nachgemessen. Die Abflusswerte stammen aus der Karte Gewässerknoten der LUBW. Bäche die mit einem „NN“ beginnen, haben keinen Namen im eigentlichen Sinne, sondern nur eine technische Bezeichnung, die durch die LUBW vergeben wurde.
Die Kilometrierung und Längen wurden auf volle 100 Meter gerundet (in Ausnahmefällen auf 50 m).
| Name                                                                            | GKZ             | Seite  | Stat. km | Länge km | EZG km² | MQ m³/s | Mündung Ort | m ü. NHN | Ursprung Ort                                                                       | m ü. NHN | Bemerkung |
| ------------------------------------------------------------------------------- | --------------- | ------ | -------- | -------- | ------- | ------- | --- | -------- | ---------------------------------------------------------------------------------- | -------- | --- |
| NN-UF2                                                                          | 232-1111200     | links  | 57,25    | 01,0     | 00      | 00      | ⊙ Feldberg, rund 350 m westlich der Wiesenquelle                                                                                             | 1146     | ⊙ Feldberg, Nordosthang der Grafenmatt                                             | 1352     | |
| NN-CE6                                                                          | 232-1111400     | links  | 57,2     | 00,9     | 00      | 00      | ⊙ Todtnau, rund 400 m westlich der Wiesenquelle                                                                                              | 1142     | ⊙ Feldberg, Nordhang der Grafenmatt                                                | 1338     | Grenzbach zwischen der Gemeinde Feldberg und der Stadt Todtnau (zugleich Kreisgrenze) |
| Gustbach                                                                        | 232-111200      | rechts | 56,0     | 01,8     | 00      | 00      | ⊙ Todtnau, unterhalb der Schwarzwald-Kaserne, Fahl                                                                                           | 928      | ⊙ Feldberg, Südhang des Feldbergs                                                  | 1430     | |
| NN-NC5                                                                          | 232-1113200     | links  | 55,9     | 00,8     | 00      | 00      | ⊙ Todtnau, unterhalb der Schwarzwald-Kaserne, Fahl                                                                                           | 910      | ⊙ Todtnau, Nordwesthang des Ahornbühls                                             | 1200     | |
| Rotenbach, auch Rothenbach                                                      | 232-111400      | rechts | 55,5     | 01,7     | 001,9   | 00      | ⊙ Todtnau, oberhalb des Stadtteils Fahl | 873,5    | ⊙ Todtnau, Walddistrikt Rotwiesen                                                  | 1328     | |
| Schläglebach, auch Schäglebach                                                  | 232-111600      | links  | 55,4     | 01,75    | 000,73  | 00      | ⊙ Todtnau, oberhalb des Stadtteils Fahl | 869      | ⊙ Feldberg, westlich des Grafenmatt-Gipfels                                        | 1355     | |
| Tiefkängelbach, auch Tiefkengelbach                                             | 232-111800      | links  | 54,5     | 01,4     | 001,2   | 00      | ⊙ Todtnau, zwischen den Stadtteilen Fahl und Brandenberg                                                                                     | 838      | ⊙ Todtnau, im Wolfsgrüble                                                          | 1275     | |
| Seltenbächle                                                                    | 232-1119200     | links  | 53,2     | 00,8     | 000,4   | 00      | ⊙ Todtnau, Stadtteil Brandenberg | 777      | ⊙ Todtnau, Walddistrikt Silberberg                                                 | 1022     | |
| Rote Wiese, auch Rothwiesenbach                                                 | 232-11200       | rechts | 53,0     | 02,9     | 003,46  | 000,145 | ⊙ Todtnau, Stadtteil Brandenberg | 768      | ⊙ Todtnau, Osthang des Stübenwasens                                                | 1325     | [ 3 ] |
| Mollenbach                                                                      | 232-113200      | links  | 52,1     | 01,9     | 002,3   | 00      | ⊙ Todtnau, Auf der Säge | 730      | ⊙ Todtnau, rund 500 m westlich des Bernauer Kreuzes                                | 1080     | |
| Maustobel                                                                       | 232-113400      | links  | 51,5     | 01,2     | 000,91  | 00      | ⊙ Todtnau, zwischen dem Weiler Poche und der Siedlung Auf der Säge                                                                           | 710      | ⊙ Todtnau, Walddistrikt Mauswald                                                   | 1055     | |
| Brandbach                                                                       | 232-11400       | rechts | 49,9     | 02,2     | 001,55  | 000,058 | ⊙ Todtnau, oberhalb Spitalstraße | 648      | ⊙ Todtnau, Südhang der Bergerhöhe                                                  | 1098     | |
| Seltenbach                                                                      | 232-119200      | links  | 49,7     | 00,9     | 000,7   | 00      | ⊙ Todtnau, bei der Einmündung Friedrichstraße auf B 317                                                                                      | 645      | ⊙ Todtnau, Nordhang Hasenhorn                                                      | 928      | |
| Schönenbach                                                                     | 232-1200        | rechts | 49,4     | 08,6     | 0020,12 | 000,778 | ⊙ Todtnau, unterhalb des Busbahnhofs | 639      | ⊙ Muggenbrunn, Südhang des Haldenköpfles                                           | 1190     | |
| Grundbächle, auch Grundbach                                                     | 232-19200       | rechts | 49,1     | 01,57    | 000,62  | 00      | ⊙ Todtnau, unterhalb der Silberberghalle | 628      | ⊙ Todtnau, Walddistrikt Knöpflisbrunnen                                            | 1058     | |
| Langschwandbach                                                                 | 232-19400       | rechts | 48,5     | 01,52    | 000,62  | 00      | ⊙ Todtnau, oberhalb von Schlechtnau | 618      | ⊙ Todtnau, Walddistrikt Knöpflisbrunnen                                            | 1082     | |
| Grünbächle                                                                      | 232-19600       | links  | 47,9     | 01,1     | 000,91  | 00      | ⊙ Todtnau, Stadtteil Schlechtnau | 608      | ⊙ Schlechtnau, am Südwesthang des Hasenhorns                                       | 875      | |
| Meisebächle                                                                     | -               | rechts | 47,6     | 00,6     | 000,4   | 00      | ⊙ Todtnau, unterhalb Stadtteil Schlechtnau                                                                                                   | 603      | ⊙ Schlechtnau, am Osthang des Kresselbergs                                         | 788      | [ 4 ] |
| Kastelbach                                                                      | 232-199200      | links  | 47,4     | 00,6     | 000,2   | 00      | ⊙ Todtnau, unterhalb von Schlechtnau | 598      | ⊙ Schlechtnau, am Elsberg                                                          | 798      | Grenzbach der Gemarkungen Schlechtnau und Geschwend (beide Stadt Todtnau) |
| Prägbach                                                                        | 232-200         | links  | 46,4     | 014,7    | 0030,76 | 001,31  | ⊙ Todtnau, beim Stadtteil Geschwend | 570      | ⊙ Todtnau-Geschwend Südwesthang der Grafenmatt                                     | 1325     | |
| Dollmattbächle                                                                  | 232-31200       | rechts | 45,7     | 00,6     | 000,4   | 00      | ⊙ Utzenfeld, an der Grenze zu Geschwend | 572      | ⊙ Geschwend, Walddistrikt Stutz                                                    | 700      | |
| Moosbach, auch Kohlhüttenmoosbächle                                             | -00             | links  | 44,5     | 01,1     | 000,6   | 00      | ⊙ Utzenfeld, gegenüber Gewerbegebiet Niedermatt                                                                                              | 547      | ⊙ Tunau, Walddistrikt Stalden, nördlich des Haldenfels’                            | 815      | [ 5 ] |
| Wiedenbach, am Oberlauf auch Mittelbach                                         | 232-3200        | rechts | 44,2     | 08,0     | 0019,7  | 000,775 | ⊙ an der Grenze zwischen Utzenfeld und Schönau im Schwarzwald                                                                                | 543      | ⊙ Wieden, im Breitmoos                                                             | 1137     | |
| Aiternbach, auch Multenerbach, Oberlauf Dietschelbach                           | 232-331200      | rechts | 44,0     | 07,3     | 009,06  | 000,362 | ⊙ Schönau im Schwarzwald, Schönenbuchen | 541      | ⊙ Aitern, am Osthang des Heidsteins                                                | 1210     | |
| Lochbächle                                                                      | 232-3313200     | links  | 43,2     | 00,8     | 000,6   | 00      | ⊙ Schönau im Schwarzwald, Schönenbuchen | 533      | ⊙ Tunau, beim Zinken Michelrütte                                                   | 700      | |
| Zebetsmattbach, Oberlauf Haldsmattbach oder Neumattgraben                       | 232-331400      | rechts | 42,4     | 03,3     | 003,0   | 00      | ⊙ Schönau im Schwarzwald, oberhalb der Wiesenbrücke Tunauer Straße                                                                           | 528      | ⊙ Schönenberg, am Südhang des Mittelbühls                                          | 925      | |
| Ausleitung NN-TP2                                                               | 232-3319200     | links  | 42,3     | 00,4     | 00-     | 00      | - | -        | ⊙ Schönau im Schwarzwald, unterhalb der Wiesenbrücke Tunauer Straße                | 527      | wird bei km 42,0 wieder in die Wiese eingeleitet |
| Einleitung NN-TP2                                                               | 232-3319200     | links  | 42,0     | 00,4     | 00-     | 00      | ⊙ Schönau im Schwarzwald, hinter Jogi-Löw-Stadion                                                                                            | 523      | -                                                                                  | -        | wird bei km 42,3 aus der Wiese ausgeleitet |
| Schleifenbach, auch Schliffbach, am Oberlauf auch Fuchswaldbach und Fuchsgraben | 232-33200       | links  | 41,9     | 04,0     | 005,9   | 00      | ⊙ Schönau im Schwarzwald, beim Jogi-Löw-Stadion                                                                                              | 522      | ⊙ Schönau im Schwarzwald, am Tiergrüble                                            | 1050     | |
| Ausleitung NN-CN8                                                               | 232-339600      | rechts | 41,8     | 00,9     | 00-     | 00      | - | -        | ⊙ Schönau im Schwarzwald, unterhalb des Jogi-Löw-Stadions                          | 521      | wird bei km 40,9 wieder in die Wiese eingeleitet |
| Schneckenbach                                                                   | 232-339200      | links  | 41,5     | 01,0     | 000,45  | 00      | ⊙ Schönau im Schwarzwald, bei Brand | 514      | ⊙ Fröhnd, am Nordwesthang des Schneckenkopfs                                       | 795      | |
| Grenzbach                                                                       | 232-339400      | links  | 41,1     | 00,9     | 000,6   | 00      | ⊙ Schönau im Schwarzwald, Brand | 513      | ⊙ Fröhnd, Westhang des Schneckenkopfs                                              | 765      | |
| Haselberger Bach, auch Haselbach                                                | 232-3396200     | rechts | 41,0     | 01,6     | 000,9   | 00      | ⊙ Schönau im Schwarzwald, Brand | 514      | ⊙ Schönau im Schwarzwald, Osthang des Haselbergs                                   | 735      | wird im Normalbetrieb in NN-CN8 (Gewerbekanal) eingeleitet |
| Einleitung NN-CN8                                                               | 232-339600      | rechts | 40,9     | 00,9     | 00-     | 00      | ⊙ Wembach | 512      | -                                                                                  | -        | wird bei km 41,8 aus der Wiese ausgeleitet |
| Böllenbach                                                                      | 232-3400        | rechts | 40,0     | 07,1     | 0013,5  | 000,507 | ⊙ Wembach, unterhalb des Ortskerns | 503,6    | ⊙ Böllen, am Südosthang des Belchen, unterhalb des Hägstutzfelsen                  | 1005     | |
| Ausleitung Kanal ED                                                             | 232-3999200     | links  | 39,1     | 04,1     | 00-     | 00      | - | -        | ⊙ Fröhnd, bei Unterkastel oberhalb der Kastler Brücke                              | 499      | wird bei km 34,7 wieder in die Wiese eingeleitet |
| Hofbach, Oberlauf Dachsgraben, am Unterlauf auch Kohlbach                       | 232-39200       | rechts | 39,0     | 03,0     | 002,2   | 000,075 | ⊙ Fröhnd, bei Unterkastel | 496      | ⊙ Fröhnd, zwischen Dachseck und Horn                                               | 935      | |
| Künabach, Oberlauf Moosbächle                                                   | 232-39400       | links  | 38,1     | 06,2     | 0010,4  | 000,462 | ⊙ an der Grenze zwischen Fröhnd und Zell im Wiesental gegenüber des Hepschinger Tunnels der ehemaligen Bahnstrecke Zell im Wiesental–Todtnau | 488      | ⊙ Ortsrand von Todtnau-Herrenschwand, am Südostabfall des Herrenschwander Kopfes   | 1047     | über weite Strecken Grenzbach zwischen der Gemeinde Fröhnd im Norden und Häg-Ehrsberg im Süden, bzw. die letzten gut 200 m vor der Mündung zu Zell im Wiesental                                      |
| Wührelochbach, Oberlauf Neumattbächle                                           | 232-395200      | links  | 37,6     | 01,5     | 001,43  | 00      | ⊙ oberhalb von Fröhnd-Niederhepschingen | 482      | ⊙ Häg-Ehrsberg, oberhalb des Weilers Oberwühre im Walddistrikt Ämisbrunn           | 800      | |
| Hebschingerbach, Oberlauf Mühlebach                                             | 232-39600       | rechts | 37,4     | 03,3     | 002,4   | 000,107 | ⊙ Fröhnd-Niederhepschingen | 480      | ⊙ Fröhnd, im Walddistrikt Dachsgraben                                              | 918      | |
| Rändelbach, auch Bändelbach                                                     | 232-397200      | rechts | 36,9     | 01,4     | 001,2   | 00      | ⊙ Fröhnd-Niederhepschingen | 477      | ⊙ Fröhnd, am Osthang des Bubshorns                                                 | 800      | |
| Neumattgraben                                                                   | -00             | links  | 36,6     | 00,36    | 000,2   | 00      | ⊙ Zell im Wiesental, oberhalb des Zinkens Silbersau                                                                                          | 455      | ⊙ Zell-Mambach, im Brendewald nordöstlich des Zinkens Silbersau                    | 592      | |
| Geisgraben                                                                      | 232-397400      | links  | 36,0     | 00,65    | 000,3   | 00      | ⊙ Zell-Mambach, unterhalb des Zinkens Silbersau                                                                                              | 469      | ⊙ Zell-Mambach, im Brendewald oberhalb des Zinkens Silbersau                       | 751      | |
| Hagerütte, auch NN-KK4                                                          | 232-397600      | links  | 35,7     | 00,75    | 000,3   | 00      | ⊙ Zell-Mambach, zwischen dem Zinken Silbersau und dem Hof Mühlschau                                                                          | 467      | ⊙ Zell-Mambach, am Westhang des Langenbergs                                        | 745      | [ 7 ] |
| Eselsgraben                                                                     | -00             | links  | 35,6     | 00,52    | 000,16  | 00      | ⊙ Zell-Mambach, zwischen dem Zinken Silbersau und dem Hof Mühlschau                                                                          | 465      | ⊙ Zell-Mambach, am Westhang des Langenbergs                                        | 650      | |
| Pfaffenbach                                                                     | 232-39800       | rechts | 35,1     | 01,9     | 002,9   | 000,113 | ⊙ Zell-Mambach, zwischen dem Hof Mühlschau und dem Zinken Saufert                                                                            | 463      | ⊙ Grenze zwischen Zell-Pfaffenberg und Fröhnd, am Südhang des Bubshorns            | 845      | Grenzbach zwischen Zell im Wiesental und Fröhnd |
| Brunnenstubenquelle                                                             | 232-399200      | rechts | 35,0     | 00,9     | 000,6   | 00      | Zell-Mambach, zwischen dem Hof Mühlschau und dem Zinken Saufert                                                                              | 461      | Zell-Pfaffenberg, am Südhang des Zeller Blauens                                    | 682      | |
| Einleitung Kanal ED                                                             | 232-3999200     | links  | 34,7     | 04,1     | 00-     | 00      | ⊙ Zell-Mambach | 458      | -                                                                                  | -        | Ausleitung bei km 39,1, erhält auch Wasser aus dem Künabach |
| Angenbach, auch Mambach                                                         | 232-400         | links  | 34,3     | 08,6     | 0022,0  | 000,876 | ⊙ Zell-Mambach | 459      | ⊙ beim Häg-Ehrsberger Ortsteil Happach                                             | 758      | |
| Ausleitung Gewerbekanal „Zur alten Spinnerei“                                   | 232-53200       | rechts | 33,4     | 01,3     | 00-     | 00      | - | -        | ⊙ Zell-Mambach, beim Gewann Spanne                                                 | 450      | wird bei km 31,9 wieder in die Wiese eingeleitet |
| Erzenbach                                                                       | 232-51200       | links  | 32,7     | 02,1     | 002,2   | 00      | ⊙ Zell-Atzenbach, Auf der Spani | 443,5    | ⊙ Häg-Ehrsberg, im Walddistrikt Erzenwald                                          | 804      | |
| Schuhlochbach, Oberlauf Hirzenbach                                              | 232-5200        | links  | 32,3     | 03,7     | 004,2   | 00      | ⊙ Zell-Atzenbach, bei der Kirche | 440      | ⊙ Häg-Ehrsberg; oberhalb des Riedicher Zinkens Hütten im Bereich Hirzenloch        | 940      | |
| Einleitung Gewerbekanal „Zur alten Spinnerei“                                   | 232-53200       | rechts | 31,9     | 01,3     | 00-     | 00      | ⊙ Zell-Atzenbach, bei der alten Spinnerei | 438      | -                                                                                  | -        | wird bei km 33,4 aus der Wiese ausgeleitet |
| Ausleitung Gewerbekanal „Schappe“                                               | 232-53600       | rechts | 31,8     | 00,5     | 00-     | 00      | - | -        | ⊙ Einlaufbauwerk an der Gemarkungsgrenze von Zell und Atzenbach                    | 438      | wird bei km 31,3 wieder in die Wiese eingeleitet |
| Jeglesgraben                                                                    | 232-536200      | rechts | 31,7     | 02,0     | 001,9   | 00      | ⊙ Zell im Wiesental, Stadtteil Grönland | 437      | ⊙ Zell-Adelsberg, zwischen dem Weiler Blauen und dem Zinken Heblingsmatt           | 758      | fließt im Normalbetrieb in den Gewerbekanal „Schappe“, kann aber auch direkt in die Wiese eingeleitet werden                                                                                         |
| Freigraben                                                                      | 232-53400       | links  | 31,32    | 01,9     | 001,4   | 00      | ⊙ Zell im Wiesental, am Rande des Weilers Freiatzenbach                                                                                      | 432      | ⊙ Zell im Wiesental, am oberen Nordhang der Hohen Möhr                             | 790      | |
| Einleitung Gewerbekanal „Schappe“                                               | 232-53600       | rechts | 31,3     | 00,5     | 00-     | 00      | ⊙ Zell im Wiesental, Stadtteil Grönland | 431      | -                                                                                  | -        | wird bei km 31,8 aus der Wiese ausgeleitet |
| Himmelsbach, Oberlauf Kimelsbach                                                | 232-5400        | rechts | 30,5     | 03,7     | 003,7   | 00      | ⊙ Zell im Wiesental, Kernstadt | 430      | ⊙ Zell-Gresgen, im Walddistrikt Hochblauen, westlich des Zeller Blauen             | 956      | |
| Ausleitung Gewerbekanal „Fessmann & Hecker“                                     | 232-593200      | rechts | 30,3     | 00,4     | 00-     | 00      | - | -        | ⊙ Zell im Wiesental, Bahnhofsareal                                                 | 427      | wird beim km 29,9 wieder in die Wiese eingeleitet |
| Henschenbach                                                                    | 232-59200       | rechts | 30,0     | 03,1     | 001,6   | 00      | ⊙ Zell im Wiesental, Bahnhofsareal | 425      | ⊙ oberhalb von Zell-Gresgen, am Rande des Walddistrikts Hege Brach                 | 768      | |
| Einleitung Gewerbekanal „Fessmann & Hecker“                                     | 232-593200      | rechts | 29,9     | 00,4     | 00-     | 00      | ⊙ Zell im Wiesental, Bahnhofsareal | 424      | -                                                                                  | -        | wird bei km 30,3 aus der Wiese ausgeleitet |
| Ausleitung Mühlkanal Kaiser Unteres Werk                                        | 232-593400      | links  | 29,8     | 00,15    | 00-     | 00      | - | -        | ⊙ Zell im Wiesental, Stadtteil Schwarznau                                          | 423      | wird bei km 29,7 wieder in die Wiese eingeleitet |
| Einleitung Mühlkanal Kaiser Unteres Werk                                        | 232-593400      | links  | 29,7     | 00,15    | 00-     | 00      | ⊙ Zell im Wiesental, Stadtteil Schwarznau | 421      | -                                                                                  | -        | wird rund 150 m flussaufwärts aus der Wiese ausgeleitet |
| Nesselgraben                                                                    | 232-59400       | links  | 29,3     | 02,0     | 001,4   | 000,032 | ⊙ Zell im Wiesental, Stadtteil Liebeck | 418      | ⊙ Zell im Wiesental, am Westhang der Hohen Möhr im Walddistrikt Birkacker          | 788      | |
| Teschgraben                                                                     | 232-595200      | rechts | 29,1     | 01,6     | 000,8   | 00      | ⊙ Zell im Wiesental, Stadtteil Schwarznau | 420      | ⊙ Zell-Gresgen, an den Bachöfelehalden, 300 m ostnordöstlich des Rümmelesbühls     | 690      | |
| Fluchgraben                                                                     | 232-595400      | rechts | 28,8     | 01,0     | 000,66  | 00      | ⊙ Hausen im Wiesental, im Gewann Kleiner Brühl                                                                                               | 416      | ⊙ Hausen im Wiesental, am Osthang des Tannenbühl                                   | 648      | |
| Fluchgraben                                                                     | 232-595600      | rechts | 28,5     | 00,8     | 000,44  | 00      | ⊙ Hausen im Wiesental, im Gewann Lützelau, gegenüber Zeller Sportpark Brühl                                                                  | 411      | ⊙ Hausen im Wiesental, am Osthang des Knobels                                      | 600      | |
| Ausleitung NN-UH6                                                               | 232-5959200     | rechts | 28,2     | 00,7     | 00-     | 00      | - | -        | ⊙ Hausen im Wiesental                                                              | 408      | |
| Engenaubach                                                                     | 232-595800      | links  | 27,7     | 00,7     | 000,34  | 00      | ⊙ Hausen im Wiesental, beim Abzweig Hausen Nord der B 317                                                                                    | 406      | ⊙ Schopfheim-Raitbach, am Blaßberg                                                 | 597      | |
| Einleitung NN-UH6                                                               | 232-5959200     | rechts | 27,5     | 00,7     | 00      | 00      | ⊙ Hausen im Wiesental, oberhalb Spielplatz Unterwirt                                                                                         | 405      | -                                                                                  | -        | wird bei km 28,2 aus der Wiese ausgeleitet |
| Haugraben                                                                       | 232-59593200    | links  | 27,4     | 00,3     | 000,1   | 00      | ⊙ Hausen im Wiesental, oberhalb Einleitungsbauwerk Teichgraben                                                                               | 404      | ⊙ Schopfheim-Raitbach, im Walddistrikt Hausener Hau                                | 495      | |
| Ausleitung Teichgraben                                                          | 232-5959400     | rechts | 27,3     | 01,1     | 00      | 00      | - | -        | ⊙ Hausen im Wiesental, unterhalb Spielplatz Unterwirt                              | 404      | |
| Teileinleitung Teichgraben                                                      | 232-5959400     | rechts | 26,4     | 01,1     | 00      | 00      | ⊙ Hausen im Wiesental, oberhalb Kraftwerk Neumatt                                                                                            | 398      | -                                                                                  | -        | |
| Krebsbach                                                                       | 232-596400      | links  | 26,1     | 03,2     | 00      | 00      | ⊙ Hausen im Wiesental, Wuhrmatt | 391      | ⊙ Schopfheim-Raitbach, oberhalb des Zinken Scheuermatt                             | 665      | |
| Einleitung Teichgraben                                                          | 232-5971200     | rechts | 25,8     | 00,8     | 00      | 00      | ⊙ Hausen im Wiesental, Gewann Wiesenmatt | 390      | -                                                                                  | -        | |
| Ausleitung Gewerbekanal Fahrnau                                                 | 232-5971600     | links  | 25,3     | 01,5     | 00-     | 00      | - | -        | ⊙ Schopfheim-Fahrnau, knapp oberhalb des Sportplatzes                              | 389      | |
| Einleitung Ehner Bach                                                           | 232-5971400     | rechts | 24,5     | 03,3     | 00      | 00      | ⊙ Schopfheim, unterhalb des Golfplatzes | 378      | -                                                                                  | -        | wird aus NN-UH6 ausgeleitet, dieser wiederum aus der Wiese bei km 28,2 |
| Einleitung Gewerbekanal Fahrnau                                                 | 232-5971600     | rechts | 24,1     | 01,5     | 00-     | 00      | ⊙ Schopfheim-Fahrnau, unterhalb der Kleingartenanlage Bremt                                                                                  | 375      | -                                                                                  | -        | |
| Ausleitung Städtische Wuhr                                                      | 232-729200      | rechts | 23,9     | 01,8     | 00-     | 00      | - | -        | ⊙ Schopfheim, Nordende des Dammwegs                                                | 372      | wird in den Schlierbach eingeleitet, der wiederum bei km 20,5 in die Wiese mündet |
| Ausleitung Gewerbekanal Schopfheim                                              | 232-59800       | rechts | 23,8     | 03,1     | 00-     | 00      | - | -        | ⊙ Schopfheim, Nordende des Dammwegs                                                | 372      | |
| Entegastbach                                                                    | 232-597200      | rechts | 22,9     | 00,93    | 00      | 00      | ⊙ Schopfheim, Walddistrikt Entengast | 364      | ⊙ Schopfheim, Walddistrikt Entengast                                               | 490      | |
| Einleitung Gewerbekanal Schopfheim                                              | 232-59800       | links  | 21,1     | 03,1     | 00-     | 00      | ⊙ Schopfheim-Gündenhausen, Gewann In der Waidematt                                                                                           | 354      | -                                                                                  | -        | |
| Kleine Wiese, Oberlauf Belchenwiese                                             | 232-600         | rechts | 20,6     | 022,3    | 0091,33 | 002,526 | ⊙ Maulburg, Gewann Müschelen | 351.7    | ⊙ Neuenweg, am Belchen-Südhang                                                     | 1100     | |
| Ausleitung Gewerbekanal Mühleteich                                              | 232-7400        | links  | 20,55    | 03,9     | 00-     | 00      | - | -        | ⊙ Maulburg, Gewann Herzenau                                                        | 350      | wird bei km 17,1 wieder in die Wiese eingeleitet, Teileinleitung bei km 19,2 als NN-KY3 |
| Schlierbach                                                                     | 232-73200       | links  | 20,5     | 09,8     | 0013,48 | 000,191 | ⊙ Maulburg, Gewann Herzenau | 349      | ⊙ Schopfheim-Raitbach, unterhalb des Steinighofs                                   | 682      | Quellkoordinaten nach LUBW, bei OpenStreetMap liegt die Quelle deutlich höher ⊙ |
| Alsbach                                                                         | 232-73200       | rechts | 19,3     | 01,6     | 00      | 000,041 | ⊙ Maulburg, Gewann Bruckmatt | 345      | ⊙ Maulburg / Hüsingen, am Osthang des Hornbergs                                    | 444      | Grenzbach zwischen Maulburg und der Gemarkung Hüsingen (Gemeinde Steinen) |
| Einleitung NN-KY3                                                               | 232-733200      | links  | 19,2     | 00,2     | 00      | 00      | ⊙ Maulburg, Gewann Bruckmatt | 342      | -                                                                                  | -        | Teilausleitung aus Gewerbekanal Mühleteich |
| Heubächle                                                                       | 232-73400       | rechts | 18,3     | 01,6     | 00      | 000,018 | ⊙ Steinen-Höllstein, beim Hof Föhrishäusle                                                                                                   | 337      | ⊙ Steinen-Höllstein, am Südwesthang des Hornbergs                                  | 485      | |
| Ausleitung NN-ZK7                                                               | 232-739200      | rechts | 18,0     | 00,4     | 00      | 00      | - | -        | ⊙ Steinen-Höllstein, unterhalb des Hofs Föhrishäusle                               | 336      | wird bei km 17,7 wieder in die Wiese eingeleitet |
| Einleitung NN-ZK7                                                               | 232-739200      | rechts | 17,7     | 00,4     | 00      | 00      | ⊙ Steinen, oberhalb der Wiesenbrücke der Wiesentalbahn                                                                                       | 329      | -                                                                                  | -        | wird bei km 18,0 aus der Wiese ausgeleitet |
| Einleitung Gewerbekanal Mühleteich                                              | 232-7400        | links  | 17,1     | 03,9     | 0027,6  | 000,382 | ⊙ Steinen-Höllstein, oberhalb des Abzweigs von der B 317 nach Steinen                                                                        | 327      | -                                                                                  | -        | wird bei km 20,5 aus der Wiese ausgeleitet |
| Bühlmattbach                                                                    | 232-79200       | links  | 15,7     | 01,7     | 002,74  | 000,027 | ⊙ Steinen-Hüsingen, Walddistrikt Riese | 320      | ⊙ Steinen-Hüsingen, am Rinnberg                                                    | 395      | |
| Blinzgraben                                                                     | 232-79400       | links  | 15,3     | 02,1     | 002,44  | 000,026 | ⊙ Lörrach-Brombach, kurz nach der Grenze zu Steinen                                                                                          | 319      | ⊙ Lörrach-Brombach, In den Karwieden                                               | 382      | |
| Ausleitung Gewerbekanal Grüttbach                                               | 232-99400       | links  | 14,2     | 04,9     | 00      | 00      | - | -        | ⊙ Lörrach-Brombach, Gewann Wiesenhalde                                             | 311      | wird bei km 9,8 als Grüttbach wieder in die Wiese eingeleitet, Name am mittleren Lauf: Lörracher Feldteich                                                                                           |
| Steinenbach                                                                     | 232-800         | rechts | 13,3     | 013,7    | 0046,3  | 000,779 | ⊙ Lörrach-Hauingen, unterhalb Gewerbegebiet Entenbad                                                                                         | 306      | ⊙ Steinen-Endenburg, am Südhang des Federlisbergs bzw. Westhang des Schlöttlebergs | 835      | |
| Soormattbach, auch Sorrmattbach                                                 | 232-9200        | rechts | 12,8     | 05,2     | 004,7   | 000,053 | ⊙ Lörrach-Hauingen, gegenüber Gewann Steinsack                                                                                               | 305      | ⊙ Wittlingen, am Hochstand                                                         | 553      | |
| Ausleitung Gewerbekanal Haagen                                                  | 232-99200       | rechts | 12,4     | 02,4     | 00      | 00      | - | -        | ⊙ Lörrach-Haagen, beim Gewann Brunnwasser                                          | 304      | wird bei km 10,3 wieder in die Wiese eingeleitet |
| Tannengraben                                                                    | 232-9400        | links  | 12,2     | 03,7     | 00      | 00      | ⊙ Lörrach-Haagen, beim Gewann Im Steinsack                                                                                                   | 298      | ⊙ Lörrach-Brombach, in der Nähe der Kreuzeiche                                     | 411      | |
| Schwarzgraben                                                                   | 232-9600        | rechts | 11,7     | 03,3     | 00      | 00      | ⊙ Lörrach-Haagen, beim Baumarkt | 295      | ⊙ Rümmingen, Distrikt Röttlerwald                                                  | 435      | |
| Einleitung Gewerbekanal Haagen                                                  | 232-99200       | rechts | 10,3     | 02,4     | 00-     | 00      | ⊙ Lörrach, unterhalb Röttelnweiler | 290      | -                                                                                  | -        | |
| Einleitung Gewerbekanal Grüttbach                                               | 232-99400       | links  | 9,8      | 04,9     | 00-     | 00      | ⊙ Lörrach, unterhalb der Wiesenbrücke Tumringer Straße                                                                                       | 289      | -                                                                                  | -        | wird bei km 14,2 aus der Wiese ausgeleitet, Name am mittleren Lauf: Lörracher Feldteich |
| Ausleitung Neuer Teich                                                          | 232-99600       | links  | 9,8      | 07,2     | 00-     | 00      | - | -        | ⊙ Lörrach, unterhalb der Wiesenbrücke Tumringer Straße                             | 289      | |
| Ausleitung Mühleteich                                                           | 232-995200      | rechts | 6,6      | 01,6     | 00-     | 00      | - | -        | ⊙ Lörrach-Stetten, etwa 300 m vor der Grenze zur Schweiz                           | 270      | wird bei km 5,2 teilweise wieder in die Wiese eingeleitet, der andere Teil wird in den Wuhgraben (am Unterlauf Krebsbach) eingeleitet, der in Märkt (Stadt Weil am Rhein) direkt in den Rhein mündet |
| Einleitung Mühleteich                                                           | 232-995200      | rechts | 5,2      | 01,6     | 00-     | 00      | ⊙ Basel, bei Mühlematt | 264      | -                                                                                  | -        | wird bei km 6,6 aus der Wiese ausgeleitet |
| Ausleitung Wiesenseitenkanal 2                                                  | 232-9969200     | links  | 3,5      | 00,2     | 00-     | 00      | - | -        | ⊙ Basel, beim Spittelmatthof                                                       | 270      | |
| Einleitung Neuer Teich                                                          | 232-99600       | links  | 3,3      | 07,2     | 00-     | 00      | ⊙ Basel, beim Spittelmatthof | 256      | -                                                                                  | -        | wird bei km 9,8 aus der Wiese ausgeleitet |
| Einleitung Wiesenseitenkanal 1, auch Riehenteich                                | 232-9969400     | links  | 2,1      | 0        | 00      | 00      | ⊙ Basel, beim Tierpark Lange Erlen | 252      | -                                                                                  | -        | wird als Wiesenseitenkanal 2 bei km 3,5 aus der Wiese ausgeleitet |
| Wiese                                                                           | DE: 232 CH: 541 | n. a.  | 0        | 057,8    | 00453   | 0011,95 | ⊙ Basel, zwischen Klybeck und Kleinhüningen                                                                                                  | 244      | ⊙ Gemeinde Feldberg, zwischen dem Feldberg und der Grafenmatt                      | 1218     | |

## Liste der Fließgewässer im Flusssystem Wiese
Direkte und indirekte Zu- und Abflüsse der Wiese, Systematik:
- direkte Zu- und Abflüsse in die bzw. aus der Wiese: Sortierung von der Quelle bis zur Mündung (flussabwärts),
- Nebenläufe der direkten Zu- und Abflüsse: Sortierung von der Mündung in die Wiese aus gesehen bachaufwärts.

Die angegebene Mündungsseite bezieht sich stets auf den Vorfluter.
Alle Angaben stammen – soweit nicht anders angegeben – aus den Datensatzeinträgen die in der Gewässerkarte der LUBW hinterlegt sind, oder wurden in der dort zugrundeliegenden topografischen Karte nachgemessen.
Bäche die mit einem „NN“ beginnen, haben keinen Namen im eigentlichen Sinne, sondern nur eine technische Bezeichnung, die durch die LUBW vergeben wurde. In der topografischen Karte sind weitere zahlreiche kleine Bäche verzeichnet, die ebenfalls ohne Namen sind und hier keine Berücksichtigung finden. So hat beispielsweise der Schweinebach (ein Nebenlauf des Schönenbachs) ein gutes Dutzend
namenloser Quellbäche.
Name (Mündungsseite), Gewässerkennzahl, Länge (ggf. inkl. Oberlauf), ggf. Einzugsgebiet

### Von der Quelle bis zumSchönenbach
Zu- und Abflüsse von der Quelle in der Gemeinde Feldberg bis zur Mündung des Schönenbachs in Todtnau.
- NN-UF2 (links), DGKZ: 232-11112, 1,0 km
- NN-CE6 (links), DGKZ: 232-11114, 0,9 km
- Gustbach (rechts), DGKZ: 232-1112, 1,8 km 
  - Herzbach (Gustbach) (links), DGKZ: 232-11124, 1,1 km
  - NN-GY7 (links), DGKZ: 232-11122, 0,8 km
- NN-NC5 (links), DGKZ: 232-11132, 0,8 km
- Rotenbach, auch Rothenbach (rechts), DGKZ: 232-1114, 1,7 km 
  - NN-KZ7 (rechts), DGKZ: 232-11144, 0,6 km
  - Mistbach (links), DGKZ: 232-11142, 1,5 km
- Schläglebach, auch Schäglebach (links), DGKZ: 232-1116, 1,3 km
- Tiefkängelbach, auch Tiefkengelbach (links), DGKZ: 232-1118, 1,4 km
- Seltenbächle (links), DGKZ: 232-11192, 0,8 km
- Rote Wiese, auch Rothwiesenbach[3] (rechts), DGKZ: 232-112, 2,9 km 
  - NN-II6 (rechts), DGKZ: 232-1122, 1,3 km
- Mollenbach (links), DGKZ: 232-1132, 1,9 km 
  - Kernerloch (rechts), DGKZ: 232-11322, 1,1 km
- Maustobel (links), DGKZ: 232-1134, 1,2 km 
  - Ebesdobel (rechts), DGKZ: -, 0,9 km[13]
- Brandbach (rechts), DGKZ: 232-114, 2,2 km
- Seltenbach (links), DGKZ: 232-1192, 0,9 km
- Schönenbach, am Oberlauf auch Langenbach, am Unterlauf auch Steigerswuhr (rechts), DGKZ: 232-12, 8,6 km 
  - Breitriesgraben (rechts), DGKZ: 232-1292, 1,2 km
  - Stübenbächle (links), DGKZ: 232-124, 4,4 km 
    - Radwuhr * (rechts), DGKZ: 232-1242, 0,9 km

  - Kresselbach (rechts), DGKZ: 232-1238, 1,1 km
  - Töschelbächle (rechts), DGKZ: 232-1236, 1,0 km
  - Winterrainbächle (rechts), DGKZ: -, 0,8 km[14]
  - Schindelbächle, auch „NN-YX3“, (links), DGKZ: 232-1234, 0,6 km [15]
  - Gartenbächle (rechts), DGKZ: 232-1232, 1,1 km
  - Holzschlagbach (Schönenbach) *, Oberlauf Schweinebach (links), DGKZ: 232-122, 4,2 km 
    - NN-FN9 * (rechts), DGKZ: 232-1224, 1,1 km
    - NN-GM1 (rechts), DGKZ: 232-1222, 1,0 km

  - Trubelsbach (rechts), DGKZ: 232-1212, 2,5 km
  - Dürrtannenbächle (links), DGKZ: 232-12112, 1,1 km

### Von unterhalbSchönenbachbisWiedenbach
Zu- und Abflüsse von unterhalb der Schönenbach-Mündung in Todtnau bis zur Mündung des Wiedenbachs an der Grenze von Utzenfeld und Schönau im Schwarzwald.
- Grundbächle, auch Grundbach, (rechts), DGKZ: 232-192, 1,6 km, 0,62 km²
- Langschwandbach (rechts), DGKZ: 232-194, 1,5 km, 0,62 km²
- Grünbächle (links), DGKZ: 232-196, 1,1 km
- Meisebächle (rechts), DGKZ:-, 0,6 km [4]
- Kastelbach (links), DGKZ: 232-1992, 0,6 km
- Prägbach (links), DGKZ: 232-2, 14,7 km 
  - Fischbach (Prägbach) (links), DGKZ: 232-292, 0,8 km
  - Gisibodenbach (rechts), DGKZ: 232-26, 4,0 km 
    - Kohlerbach (Gisibodenbach) (links), DGKZ: 232-264, 1,1 km
    - Glashüttenmoosbächle (links), DGKZ: 232-262, 1,5 km
    - Brenntbächle (links), DGKZ:-, 1,0 km
    - Mauswinkelgraben (rechts), DGKZ: 232-2616, 0,4 km
    - Quellbereich Gisibodenbach (links), DGKZ: 232-2614, 0,2 km
    - Quellbereich Gisibodenbach (rechts), DGKZ: 232-2612, 0,2 km

  - Klemmbach (Prägbach) (rechts), DGKZ: 232-254, 0,8 km
  - Schwarzenbach (Prägbach) (links), DGKZ: 232-252, 1,5 km
  - Weißenbach (Prägbach) (links), DGKZ: 232-24, 2,9 km 
    - Eulenbächle (Weißenbach) (links), DGKZ: 232-244, 1,9 km
    - NN-ZP9 (rechts), DGKZ: 232-242, 1,1 km

  - Hinteres Wildbodenbächle (links), DGKZ: 232-22, 2,3 km 
    - Vorderes Wildbodenbächle (links), DGKZ: 232-224, 1,2 km
    - Schweinebächle (rechts), DGKZ: 232-222, 1,8 km

  - Salentobel (links), DGKZ:-, 0,7 km
  - Sägentobel (Prägbach) (links), DGKZ:-, 1,1 km
  - Kesselbach (Prägbach) (rechts), DGKZ: 232-212, 1,1 km
  - NN-ZL9 (rechts), DGKZ: 232-2112, 1,1 km
- Dollmattbächle (rechts), DGKZ: 232-312, 0,6 km
- Moosbach, auch Kohlhüttenmoosbächle, (links), DGKZ: -, 1,1 km, 60 ha[5][18]
- Wiedenbach, am Oberlauf auch Mittelbach (rechts), DGKZ: 232-32, 7,9 km 
  - Moosbach (Wiedenbach, Utzenfeld) (links), DGKZ: 232-32992, 0,2 km
  - Utzenbach (Wiedenbach) (links), DGKZ: 232-3298, 1,5 km
  - Schwandenbach (Wiedenbach), auch Geschwändenbach[19] (links), DGKZ: 232-32972, 0,9 km
  - NN-QO3 (rechts), DGKZ: 232-329712, 0,3 km
  - Rollsbach (Wiedenbach) (rechts), DGKZ: 232-3296, 2,16 km
  - Moosbach (Wiedenbach, Wieden) (rechts), DGKZ: 232-3294, 1,0 km
  - Ramselengrund (links), DGKZ: 232-32932, 0,6 km
  - Finstergrundbach (links), DGKZ: 232-3292, 1,4 km 
    - Grabnerbächle (rechts), DGKZ: 232-32922, 1,1 km
    - Finstergraben (Finstergrundbach) (links), DGKZ: -, 0,9 km[20]

  - Heckenbächle, am Oberlauf auch Kälberwaidbächle[21], (rechts), DGKZ: 232-32912, 0,9 km
  - Spitzdobelbach (links), DGKZ: 232-322, 1,9 km 
    - Ungendwiedenbach (rechts), DGKZ: 232-3222, 2,3 km 
      - Saubächle (Ungendwiedenbach) (rechts), DGKZ: 232-32224, 1,4 km
      - Nesslergrundbach (links), DGKZ: 232-32222, 1,2 km
      - Fladenbächle (links), DGKZ: -, 0,6 km[22]

  - Lindenbächle (Wiedenbach) (rechts), DGKZ: -, 0,7 km[23]
  - Hüttbach (Wiedenbach) (links), DGKZ: 232-3216, 1,6 km
  - Warbach (Wiedenbach) (rechts), DGKZ: 232-3214, 1,1 km
  - Graben Wiedener Eck (links), DGKZ: 232-3212, 0,2 km

### Von unterhalbWiedenbachbisBöllenbach
Zu- und Abflüsse von unterhalb der Wiedenbach-Mündung an der Grenze von Utzenfeld und Schönau im Schwarzwald bis zur Mündung des Böllenbachs in Wembach.
- Aiternbach, am Mittellauf auch Multenerbach, Oberlauf Dietschelbach (rechts), DGKZ: 232-3312, 7,3 km 
  - Hintergrundbach (Aiternbach) (links), DGKZ: 232-33124, 1,8 km
  - Dietschelbach
  - Rübgartenbächle (rechts), DGKZ: 232-33122, 1,6 km 
    - Gfällwasserbächle (rechts), DGKZ: -, ca. 0,85 km
- Lochbächle (links), DGKZ: 232-33132, 0,8 km, 0,6 km²
- Zebetsmattbach, Oberlauf Haldsmattbach oder Neumattgraben (rechts), DGKZ: 232-3314, 3,3 km, 3,0 km²
  - Letzbergbächle (links), DGKZ: -, 0,7 km
- → Ausleitung NN-TP2 (links), DGKZ: 232-33192, 0,4 km
- ← Einleitung NN-TP2 (links), DGKZ: 232-33192, 0,4 km
- Schleifenbach, auch Schliffbach, am Oberlauf auch Fuchswaldbach oder Fuchsgraben, (links), DGKZ: 232-332, 4,0 km 
  - Grabenbach (Schleifenbach), Oberlauf Rosenlochbächle (rechts), DGKZ: 232-3322, 2,1 km 
    - Tannmattbächle (links), DGKZ: 232-332292, 0,2 km
    - Bifanglochbächle (links), DGKZ: 232-33228, 0,4 km
    - Wolfgrabenbächle (rechts), DGKZ: 232-33226, 0,4 km
    - Gutenbrunnenbächle (rechts), DGKZ: 232-33224, 0,5 km
    - Leimattbächle (rechts), DGKZ: 232-33222, 0,7 km

  - Kühlebrunnen (Schleifenbach) (links), DGKZ: 232-33212, 0,72 km
- → Ausleitung NN-CN8 (rechts), DGKZ: 232-3396, 0,9 km
- Schneckenbach (Wiese) (links), DGKZ: 232-3392, 1,0 km
- Grenzbach (Wiese) (links), DGKZ: 232-3394, 0,8 km 
  - Haselberger Bach (Wiese) (rechts), auch Haselbach, DGKZ: 232-33962, 1,6 km  (wird in NN-CN8 eingeleitet)
- ← Einleitung NN-CN8 (rechts), DGKZ: 232-3396, 0,9 km
- Böllenbach, Oberlauf Böllener Bächle (rechts), DGKZ: 232-34, 7,1 km
  - Lehbächle (Böllenbach) (links), DGKZ: 232-348, 1,4 km
  - Sägenbach (Böllenbach) (rechts), DGKZ: 232-346, 1,7 km
  - Silberbächle (Böllenbach) (rechts), DGKZ: 232-3452, 1,4 km
  - Wildböllenbach (links), DGKZ: 232-344, 2,6 km
    - Glashüttenbächle (rechts), DGKZ:-, 0,85 km

  - NN-IN3 (rechts), DGKZ: 232-3432, 0,8 km
  - Böllen (Böllenbach), auch Grabenbächle[25], (rechts), DGKZ: 232-342, 1,7 km

### Von unterhalbBöllenbachbisAngenbach
Zu- und Abflüsse von unterhalb der Böllenbach-Mündung in Wembach bis zur Mündung des Böllenbachs in Mambach.
- → Ausleitung Kanal ED (links), DGKZ: 232-39992, 4,1 km
- Hofbach (Wiese), Oberlauf Dachsgraben (rechts), DGKZ: 232-392, 3,0 km
  - Kohlbach (Hofbach) (links), DGKZ: 232-3922, 1,0 km
- Künabach, Oberlauf Moosbächle (links), DGKZ: 232-394, 6,2 km
  - Bindstöcklegraben (links), DGKZ: 232-39492, 1,0 km
  - Tiefengraben (Künabach) (rechts), DGKZ: 232-3948, 0,9 km!--0,943-->
  - Haldenbächle (Künabach) (links), DGKZ: 232-3946, 1,5 km
    - NN-PV1 (links), DGKZ: 232-39462, 0,8 km

  - NN-CT9 (rechts), DGKZ: 232-3944, 0,8 km
  - Stadelbächle (links), DGKZ: 232-3942, 0,8 km
- Wührelochbach, Oberlauf Neumattbächle (links), DGKZ: 232-3952, 1,5 km
  - Kümmisbrunn (links), DGKZ: 232-39522, 0,7 km
- Hebschingerbach, Oberlauf Mühlebach (rechts), DGKZ: 232-396, 3,3 km
  - Schwammbrunnenbach, auch Schwammbrunnengraben (links), DGKZ: 232-3962, 0,7 km
- Rändelbach, auch Bändelbach (rechts), DGKZ: 232-3972, 1,4 km
- Neumattgraben (Wiese) (links), DGKZ: -, 0,4 km
- Geisgraben (Wiese) (links), DGKZ: 232-3974, 0,6 km
- Hagerütte, auch „NN-KK4“, (links), DGKZ: 232-3976, 0,7 km[7]
- Eselsgraben (Wiese) (links), DGKZ: -, 0,9 km
- Pfaffenbach (Wiese) (rechts), DGKZ: 232-398, 1,9 km
  - Biegenbach (Pfaffenbach) (rechts), DGKZ: 232-398, 2,1 km
- Brunnenstubenquelle (rechts), DGKZ: 232-3992, 0,9 km
- ← Einleitung Kanal ED (links), DGKZ: 232-39992, 4,1 km
- Angenbach, auch Mambach, Oberlauf Mattengraben (links), DGKZ: 232-4, 8,6 km
  - Eschmattgraben (links), DGKZ:-, 0,6 km[27]
  - Fliegelengraben (links), DGKZ: 232-4994, 0,8 km
    - Fliegetenbächlein (links), DGKZ: 232-49942, 1,4 km

  - Wölflisbrunnenbach (rechts), DGKZ: 232-4992, 0,8 km
  - Althüttenbach (Angenbach), Oberlauf Husarenbach (links), DGKZ: 232-46, 2,4 km
    - Schwandlochbach (links), DGKZ: 232-462, 1,6 km

  - Mühlebach (Angenbach) (rechts), DGKZ: 232-456, 1,9 km
    - Fuchslochbach (Mühlebach) (links), DGKZ: 232-4562, 1,1 km

  - Diesenbach (Angenbach) (links), DGKZ: 232-454, 1,7 km
  - Schattrainbach (links), DGKZ: 232-452, 1,6 km
  - Schrohbach, Oberlauf Sägemattbächle (rechts), DGKZ: 232-44, 2,2 km
  - Schwendelbach (links), DGKZ: 232-436, 1,2 km
  - Löchlebach (rechts), DGKZ: 232-434, 0,6 km
  - Haselbach (Angenbach) (rechts), DGKZ: 232-432, 1,7 km
  - Dachseckbach, Oberlauf Forsthofbach (links), DGKZ: 232-42, 2,1 km
    - Langgraben (Dachseckbach) (rechts), DGKZ: 232-422, 1,2 km

  - Martingraben (rechts), DGKZ: 232-4114, 0,5 km
  - Moosbach (Angenbach) (rechts), DGKZ: 232-4112, 0,8 km

### Von unterhalbAngenbachbisGrendelfelsen (Teschgraben)
Zu- und Abflüsse von unterhalb der Angenbach-Mündung in Mambach bis zur Mündung des Teschgrabens in Zell im Wiesental, danach öffnet sich das schmale Schwarzwaldtal der Wiese zu einer breiten Ebene.
- → Ausleitung Gewerbekanal „Zur alten Spinnerei“ (rechts), DGKZ: 232-532, 1,3 km
- Erzenbach (Wiese) (links), DGKZ: 232-512, 2,1 km
  - Dinkelsgraben (rechts), DGKZ: 232-5122, 0,9 km
- Schuhlochbach, Oberlauf Hirzenbach (links), DGKZ: 232-52, 3,7 km
  - Herrenmättlebach (rechts), DGKZ: 232-524, 0,6 km
  - Geißgraben (Schuhlochbach), auch Geisgraben (links), DGKZ: 232-522, 1,2 km
- ← Einleitung Gewerbekanal „Zur alten Spinnerei“ (rechts), DGKZ: 232-532, 1,3 km
- → Ausleitung Gewerbekanal „Schappe“ (rechts), DGKZ: 232-536, 0,5 km
  - Jeglesgraben (rechts), DGKZ: 232-5362, 2,0 km
    - NN-WD2 (rechts), DGKZ: 232-53622, 1,2 km
      - NN-TM5 (rechts), DGKZ: 232-536222, 0,7 km
- ← Einleitung Gewerbekanal „Schappe“ (rechts), DGKZ: 232-536, 0,5 km
- Freigraben (Wiese) (links), DGKZ: 232-534, 1,9 km
- Himmelsbach (Wiese), Oberlauf Kimelsbach (rechts), DGKZ: 232-54, 3,7 km
  - Ochsenmattbach (rechts), DGKZ: 232-544, 1,2 km
  - NN-JT4 (links), DGKZ: 232-542, 0,5 km
  - Hüttenbach (Kimelsbach), DGKZ: -, 0,9 km
- → Ausleitung Gewerbekanal „Fessmann & Hecker“ (rechts), DGKZ: 232-5932, 0,4 km
- Henschenbach (rechts), DGKZ: 232-592, 3,1 km
  - Fischbach (Henschenbach) (links), DGKZ: 232-5922, 1,8 km
- ← Einleitung Gewerbekanal „Fessmann & Hecker“ (rechts), DGKZ: 232-5932, 0,4 km
- → Ausleitung Mühlkanal Kaiser Unteres Werk (links), DGKZ: 232-5934, 0,14 km
- ← Einleitung Mühlkanal Kaiser Unteres Werk (links), DGKZ: 232-5934, 0,14 km
- Nesselgraben (Wiese) (links), DGKZ: 232-594, 2,0 km
  - NN-XS3 (links), DGKZ: 232-5944, 0,6 km
  - Eselgraben (Nesselgraben) (links), DGKZ: 232-5942, 0,9 km
- Teschgraben (rechts), DGKZ: 232-5952, 1,6 km

### Von Hausen im Wiesental bis oberhalbKleine Wiese
Zu- und Abflüsse unterhalb von Zell im Wiesental bis oberhalb der Mündung der Kleinen Wiese in Maulburg.
- Fluchgraben (Wiese, Kleiner Brühl) (rechts), DGKZ: 232-5954, 1,0 km
- Fluchgraben (Wiese, Lützelau) (rechts), DGKZ: 232-5956, 0,8 km
- → Ausleitung NN-UH6 (rechts), DGKZ: 232-59592, 0,7 km
  - → Ausleitung Ehner Bach (rechts), DGKZ: 232-59714, 3,3 km
- Engenaubach (links), DGKZ: 232-5958, 0,7 km
- ← Einleitung NN-UH6 (rechts), DGKZ: 232-59592, 0,7 km
- Haugraben (links), DGKZ: 232-595932, 0,3 km
- → Ausleitung Teichgraben (Wiese) (rechts), DGKZ: 232-59594, 1,1 km
- ← Teileinleitung Teichgraben (Wiese) (rechts), DGKZ: 232-59594, 1,1 km
- Krebsbach (Wiese) (links), DGKZ: 232-5964, 3,2 km
  - Rießbach (Wiese), im mittleren Laufabschnitt auch Dorfbach (rechts), DGKZ: 232-596, 3,2 km
    - Graben (Rießbach) (rechts), DGKZ: 232-59632, 0,5 km
    - Mäusegraben (Rießbach), auch Mäusebach, (rechts), DGKZ: 232-5962, 1,3 km

  - → Ausleitung Schopfheimer Wuhr, Oberlauf: Krebsbach (Raitbach) (links), DGKZ: 232-722, 1,8 km
- ← Einleitung Teichgraben (Wiese) (rechts), DGKZ: 232-59712, 0,8 km
- → Ausleitung Gewerbekanal „Fahrnau“ (links), DGKZ: 232-59716, 1,5 km
- ← Einleitung Ehner Bach (rechts), DGKZ: 232-59714, 3,3 km
  - Moosbrunnenbach (rechts), DGKZ: 232-597144, 0,8 km
  - NN-VT7 (rechts), DGKZ: 232-597142, 2,0 km
- ← Einleitung Gewerbekanal „Fahrnau“ (links), DGKZ: 232-59716, 1,5 km
- → Ausleitung Städtische Wuhr (links), DGKZ: 232-7292, 1,8 km
- → Ausleitung Gewerbekanal „Schopfheim“ (links), DGKZ: 232-598, 3,1 km
- Entegastbach (rechts), DGKZ: 232-5972, 0,9 km
- ← Einleitung Gewerbekanal „Schopfheim“ (links), DGKZ: 232-598, 3,1 km
  - → Ausleitung Gießen (Schopfheim) (rechts), DGKZ: 232-5982, 0,7 km
  - ← Einleitung Gießen (Schopfheim) (rechts), DGKZ: 232-5982, 0,7 km

### Kleine Wiese
Die Kleine Wiese und ihre Zuflüsse.
- Kleine Wiese, am Oberlauf Belchenwiese (rechts), DGKZ: 232-6, 22,3 km, 21,6 km²
  - Steinenwuhr (links), DGKZ: 232-69994, 0,4 km
    - Obere Müschelen Wuhr (links), DGKZ: 232-699942, 0,1 km
    - Müschelengraben (rechts), DGKZ: 232-6999414, 0,0 km
    - Steinengraben (rechts), DGKZ: 232-6999412, 0,1 km

  - ← Einleitung Arlingtoner Bach (links), DGKZ: 232-69992, 1,2 km
    - Schattenrainbach (rechts), DGKZ: 232-699922, 1,1 km

  - Oberer Lohbach (links), DGKZ: 232-6994, 0,7 km
    - Jägermattwuhr (rechts), DGKZ: 232-69942, 2,0 km
      - ← Einleitung Nördliches Obermattwuhr (rechts), DGKZ: 232-699424, 0,3 km
      - → Ausleitung Nördliches Obermattwuhr (rechts), DGKZ: 232-699424, 0,3 km
      - Krummengrabenwuhr (links), DGKZ: 232-699422, 0,4 km

    - Ober Loh Wuhr (links), DGKZ: 232-699412, 0,1 km

  - Südliches Obermattwuhr (rechts), DGKZ: 232-69934, 0,6 km
    - ← Einleitung Unteres Weidenhofwuhr (rechts), DGKZ: 232-699344, 0,3 km
      - Oberes Weidenhofwuhr (rechts), DGKZ: 232-6993442, 0,2 km(Ausleitung aus Großmattwuhr)

    - → Ausleitung Unteres Weidenhofwuhr (rechts), DGKZ: 232-699344, 0,3 km
    - Anwandelwuhr (rechts), DGKZ: 232-699342, 0,1 km

  - Großmattwuhr (links), DGKZ: 232-69932, 0,9 km
    - → Ausleitung Oberes Weidenhofwuhr (links), DGKZ: 232-6993442, 0,2 km
    - ← Einleitung Stellenmattwuhr (rechts), DGKZ: 232-699322, 0,3 km
    - → Ausleitung Stellenmattwuhr (rechts), DGKZ: 232-699322, 0,3 km

  - Rotenbach (Kleine Wiese) (rechts), DGKZ: 232-6992, 0,8 km
  - Dorfbach (Kleine Wiese), am Oberlauf Gresgerbach (links), DGKZ: 232-692, 4,2 km
    - NN-CT8 (rechts), DGKZ: 232-69292, 0,6 km
      - ← Einleitung Scheibenmattwuhr (rechts), DGKZ: 232-692922, 0,3 km

    - Maibergbach (links), DGKZ: 232-6928, 1,3 km
      - Lachsgraben (links), DGKZ: 232-69282, 0,1 km

    - Grummenbach (links), DGKZ: 232-6926, 0,9 km
    - Krummeackerbach (links), DGKZ: 232-6924, 1,3 km
      - Bärenriedbach (links), DGKZ: 232-69242, 0,3 km

    - Finstergraben (Dorfbach) (rechts), DGKZ: 232-6922, 0,8 km
    - Bachmättle (links), DGKZ: 232-69212, 0,4 km

  - Großmattwuhr (links), DGKZ: 232-6918, 0,6 km
  - Graucherbach (rechts), DGKZ: 232-6916, 1,5 km
    - → Ausleitung Scheibenmattwuhr (rechts), DGKZ: 232-692922, 0,3 km

  - Lambach (Kleine Wiese) (rechts), DGKZ: 232-69152, 2,6 km
    - Stürmenbächle (links), DGKZ: 232-691524, 0,8 km
    - Buchwaldbächle (links), DGKZ: 232-691522, 0,8 km

  - Rammeltsgraben (rechts), DGKZ: 232-6914, 1,4 km
  - NN-AG8 (links), DGKZ: 232-6912, 1,1 km
  - Köhlgartenwiese (rechts), DGKZ: 232-62, 10,9 km
    - Schwanderbach (Köhlgartenwiese) (rechts), DGKZ: 232-628, 2,2 km
    - NN-EQ1 (links), DGKZ: 232-6276, 0,1 km
    - NN-DT1 (rechts), DGKZ: 232-6274, 1,0 km
    - NN-SY7 (links), DGKZ: 232-6272, 1,6 km
    - Wambach (Köhlgartenwiese) (rechts), DGKZ: 232-626, 2,7 km
    - Kneblezbächle (rechts), DGKZ: 232-624, 3,5 km
      - Zugenbach (Kneblezbächle) (rechts), DGKZ: 232-6244, 1,3 km
      - NN-LG8 (links), DGKZ: 232-6242, 1,0 km

    - Brunnbächle (Köhlgartenwiese) (links), DGKZ: 232-6234, 1,2 km
    - Eselbrunnengraben (links), DGKZ: 232-6232, 0,8 km
    - Fischenberger Bächle (rechts), DGKZ: 232-622, 3,3 km
      - Vohbach (Fischenberger Bächle) (rechts), DGKZ: 232-62292, 0,8 km
      - Fischgraben (Fischenberger Bächle) (rechts), DGKZ: 232-6228, 1,0 km
      - NN-HW2 (rechts), DGKZ: 232-6226, 1,2 km
      - NN-QU9 (links), DGKZ: 232-6224, 0,8 km
      - Weiherbrückenbächle (rechts), DGKZ: 232-6222, 0,9 km
        - Katzengraben (Weiherbrückenbächle) (rechts), DGKZ: 232-62222, 0,6 km

  - Belchenwiese, linker Oberlauf der Kleinen Wiese
    - ← Einleitung NN-MV7 (rechts), DGKZ: 232-61992, 0,2 km
    - → Ausleitung NN-MV7 (rechts), DGKZ: 232-61992, 0,2 km
    - Buckigraben (links), DGKZ: 232-6194, 1,2 km
    - Schwöbenenbächle (links), DGKZ: 232-6192, 1,6 km
    - Riederbächle, auch Hollbach (rechts), 232-616, 4,6 km
      - NN-YI5 (rechts), DGKZ: 232-61694, 0,7 km
      - NN-NF9 (rechts), DGKZ: 232-61692, 0,8 km
      - Raicherbächle, DGKZ: 232-6162, 2,6 km

    - Eichgraben (Belchenwiese) (links), DGKZ: -, 0,5 km
    - Aspenbrunnen (links), DGKZ: 232-61594, 1,1 km
    - Ramselgraben (links), DGKZ: 232-61592, 1,2 km
    - Katzengraben (Belchenwiese) (rechts), DGKZ: -, 0,7 km
    - NN-IC9 (links), DGKZ: 232-6158, 1,8 km
    - Buschgraben (Belchenwiese) (links), DGKZ: 232-6156, 1,6 km
    - Grabebächle (rechts), DGKZ: 232-61552, 0,7 km
    - Leimbach (Belchenwiese) (links), DGKZ: 232-6154, 1,5 km
    - Erlengraben (Belchenwiese) (rechts), DGKZ: 232-61534, 0,7 km
    - NN-ZO4 (links), DGKZ: 232-6152, 1,2 km
    - Eiersbach (Belchenwiese) (rechts), DGKZ: 232-61532, 0,8 km
    - Dresselbach (Belchenwiese) (rechts), DGKZ: 232-614, 2,7 km
    - Klemmbach (Belchenwiese) (rechts), DGKZ: 232-612, 5,0 km 
      - Tannenbächle (Klemmbach) (rechts), DGKZ: 232-6126, 1,4 km
      - Weiherbach (Klemmbach) (rechts), DGKZ: 232-6124, 1,9 km
      - Vordergrundbach (links), DGKZ: 232-6122, 1,4 km
        - Hintergrundbach (Vordergrundbach) (rechts), DGKZ: 232-61222, 1,0 km

    - Steinehofbächle (links), DGKZ: 232-6116, 0,8 km
    - Leusemattbächle (rechts), DGKZ: 232-6114, 0,9 km
    - Belchenbach (rechts), DGKZ: 232-6112, 1,4 km
    - Böllengrabenbach, anderer Name für den Oberlauf der Belchenwiese, 0,9 km

### Von unterhalbKleine Wiesebis oberhalbSteinenbach
Zu- und Abflüsse unterhalb der Kleinen Wiese-Mündung in Maulburg bis oberhalb der Mündung des Steinenbachs in Lörrach-Hauingen.
- → Ausleitung Gewerbekanal Mühleteich (links), DGKZ: 232-74, 3,9 km
- Schlierbach (links), DGKZ: 232-72, 9,8 km
  - ← Einleitung Städtische Wuhr (links), DGKZ: 232-7292, 1,8 km
  - → Ausleitung Floßkanal (Mühleteich) (rechts), DGKZ: 232-742, 5,6 km
  - Dorfbach (Schlierbach, Eichen) (links), DGKZ: 232-724, 1,8 km
    - Erlensbach (links), DGKZ: 232-7242, 1,0 km

  - Wallsbach (links), DGKZ: 232-7234, 0,5 km
  - Wolfsgrüblebach (links), DGKZ: 232-7232, 0,2 km
  - ← Einleitung Schopfheimer Wuhr, Oberlauf: Krebsbach (Raitbach) (rechts), DGKZ: 232-722, 1,8 km
  - Tifzelbach (rechts), DGKZ: 232-7214, 0,9 km
  - Dorfbach (Schlierbach, Kürnberg) (links), DGKZ: 232-72132, 0,3 km
  - Glasbach (Schlierbach) (links), DGKZ: 232-7212, 1,2 km
    - Steinighaldenbach (rechts), DGKZ: 232-7212, 0,5 km

  - Schlierbach (Schlierbach) (rechter Oberlauf) (rechts), DGKZ: 232-72114, 0,7 km
  - Hofackerbach (links), DGKZ: 232-72112, 0,2 km
- Alsbach (Wiese) (rechts), DGKZ: 232-732, 1,6 km
- ← Einleitung NN-KY3 (links), DGKZ: 232-7332, 0,2 km (Teilausleitung aus Gewerbekanal Mühleteich)
- Heubächle (Wiese) (rechts), DGKZ: 232-734, 1,6 km
- → Ausleitung NN-ZK7 (rechts), DGKZ: 232-7392, 0,4 km
- ← Einleitung NN-ZK7 (rechts), DGKZ: 232-7392, 0,4 km
- ← Einleitung Gewerbekanal Mühleteich (links), DGKZ: 232-74, 3,9 km
  - Höllsteiner Talbach (links), DGKZ: 232-7492, 0,8 km
    - NN-HM8 (links), DGKZ: 232-74924, 0,3 km
    - NN-DO8 (rechts), DGKZ: 232-74922, 0,2 km

  - ← Einleitung Floßkanal (Mühleteich) (links), DGKZ: 232-742, 5,6 km
    - Feldwuhr (rechts), DGKZ: 232-74294, 0,9 km
    - Talbach (Floßkanal) (links), DGKZ: 232-74292, 1,0 km
    - Wintertalbach (Floßkanal) (links), DGKZ: 232-7428, 1,6 km
    - Enningenbach (links), DGKZ: 232-7426, 1,4 km
      -         - Buchraingraben (Enningenbach) (links), DGKZ: 232-74262, 0,2 km

    - Höhlibach (Floßkanal) (links), DGKZ: 232-7424, 0,9 km
      - Rothölzlegraben (links), DGKZ: 232-74242, 0,3 km

    - Sengelenbach (links), DGKZ: 232-7422, 1,8 km
      - Krebsbach Wiechs (links), DGKZ: 232-74222, 0,9 km
        - Rüttegraben (Krebsbach Wiechs) (links), DGKZ: 232-742222, 0,6 km
- Bühlmattbach (links), DGKZ: 232-792, 1,7 km
  - Weiherbächle (Bühlmattbach) (links), DGKZ: 232-7922, 1,7 km
- Blinzgraben (links), DGKZ: 232-794, 2,1 km
- → Ausleitung Gewerbekanal (Grüttbach) (links), DGKZ: 232-994, 4,9 km

### Steinenbach
Der Steinenbach und seine Zuflüsse.
- Steinenbach (Wiese), am Mittellauf Klosterbach, am Oberlauf Höllbach (rechts), DGKZ: 232-8, 13,7 km
  - Heilisaubach (rechts), DGKZ: 232-84, 6,0 km
    - Höllgrabenbächle (rechts), DGKZ: 232-8492, 0,9 km
    - Fahrenbach (Heilisaubach) (links), DGKZ: 232-844, 2,1 km
      - Schönbach (Fahrenbach) (links), DGKZ: 232-8442, 0,9 km

    - Siegenbach (Heilisaubach) (rechts), DGKZ: 232-842, 2,8 km

  - Neumattgraben (Steinenbach) (rechts), DGKZ: 232-836, 1,9 km
    - NN-KK1 (rechts), DGKZ: 232-8362, 0,3 km

  - Lochmattbach (rechts), DGKZ: 232-834, 1,3 km
    - Haldengraben (Lochmattbach) (rechts), DGKZ: 232-8342, 1,1 km

  - Moosmattbach (Neugraben) (links), DGKZ: 232-832, 2,2 km
    - Kreuselbeergraben (links), DGKZ: 232-8322, 0,5 km

  - Schwammerich, am Oberlauf Büttleten (links), DGKZ: 232-82, 7,9 km
    - Igelsgraben (Schwammerich) (rechts), DGKZ: 232-8294, 0,6 km
    - Winkelbach (Schwammerich) (links), DGKZ: 232-8292, 1,1 km
      - NN-AR1 (links), DGKZ: 232-82922, 0,1 km

    - Füllenbach (Schwammerich) (rechts), DGKZ: 232-828, 2,0 km
      - Freudenmattbächle (links), DGKZ: 232-8284, 2,2 km
      - Füllenbach (Füllenbach) (links), DGKZ: 232-8282, 1,1 km
        - Füllenbach (Füllenbach (Füllenbach)) (rechts), DGKZ: 232-82822, 0,3 km

    - Weitenauer Graben (links), DGKZ: 232-8278, 0,7 km
    - Stöckgässlebächle (links), DGKZ: 232-8276, 1,0 km
    - Wirtenbergbächle (links), DGKZ: 232-8274, 0,8 km
    - Lochstegebächle (links), DGKZ: 232-8272, 0,6 km
      - NN-QO1 (links), DGKZ: 232-82722, 0,1 km

    - Steinbrunnenbach (links), DGKZ: 232-826, 1,2 km

  - ab hier trägt der Schwammerich den Namen Büttleten
    - Lochmattbach (links), DGKZ: 232-824, 1,1 km
    - Hubbächle (links), DGKZ: 232-822, 1,8 km
- ab hier trägt der Steinenbach den Namen Klosterbach (Steinenbach)
  - Schüpflinsgraben (rechts), DGKZ: 232-8194, 0,5 km
  - NN-ZI6 (links), DGKZ: 232-8192, 1,3 km
    - Krebsbach (NN-ZI6) (rechts), DGKZ: 232-81922, 0,4 km

  - Rotenbach (Steinenbach) (links), DGKZ: 232-816, 1,2 km
    - NN-BJ6 (rechts), DGKZ: 232-8166, 0,1 km
    - NN-IH2 (links), DGKZ: 232-8164, 0,4 km
    - NN-VI8 (rechts), DGKZ: 232-8162, 0,2 km

  - Kleine Donau (Steinenbach) (links), DGKZ: 232-8156, 1,7 km
- ab hier heißt der Steinenbach Höllbach (Klosterbach)
  - Hörnetbächle (rechts), DGKZ: 232-8154, 1,5 km
  - Talmattbach (Höllbach) (links), DGKZ: 232-8152, 0,8 km
    - NN-BX9 (links), DGKZ: 232-81522, 0,2 km

  - Aubächle (Höllbach) (rechts), DGKZ: 232-814, 3,9 km
    - Wallendobelgraben (links), DGKZ: 232-8144, 1,5 km
      - Heidelbach (Wallendobelgraben) (links), DGKZ: 232-81442, 0,8 km
        - NN-SO2 (rechts), DGKZ: 232-814422, 0,2 km

    - Schlangengraben (Aubächle) (rechts), DGKZ: 232-8142, 1,3 km
      - NN-YT8 (rechts), DGKZ: 232-81422, 0,6 km

  - Schneckenmattgraben (links), DGKZ: 232-8132, 1,3 km
  - Saulochgraben (Höllbach) (links), DGKZ: 232-812, 2,6 km
    - NN-TY1 (links) DGKZ: 232-8122, 0,4 km

  - Schluchtebach (links), DGKZ: 232-8114, 1,1 km
  - Schlöttlebach, auch Ruschengraben (links), DGKZ: 232-8112, 0,9 km

### Von unterhalbSteinenbachbis zur Mündung
Zu- und Abflüsse unterhalb der Steinenbach-Mündung in Lörrach-Hauingen bis zur Mündung in Basel-Kleinhüningen.
- Sorrmattbach, auch Soormattbach, (rechts), DGKZ: 232-92, 5,2 km
  - Schweingraben (Sorrmattbach), auch Schwygraben, (rechts), DGKZ: 232-922, 0,8 km
- → Ausleitung Gewerbekanal Haagen (rechts), DGKZ: 232-992, 2,4 km
- Tannengraben (Wiese) (links), DGKZ: 232-94, 3,7 km
  - Münch-Häuslisgraben (links), DGKZ: 232-944, 1,9 km
    - Fürstenbadgraben (rechts), DGKZ: 232-9442, 0,4 km

  - Löhrgraben (links), DGKZ: 232-942, 1,8 km
  - Spitzmättlegraben (links), DGKZ: 232-9412, 1,3 km
- Schwarzgraben (Wiese) (rechts), DGKZ: 232-96, 3,3 km 
  - → Ausleitung NN-MN9 (rechts), DGKZ: 232-9924, 0,3 km
- ← Einleitung Gewerbekanal Haagen (rechts), DGKZ: 232-992, 2,4 km
  - Manzental (rechts), DGKZ: 232-9922, 1,5 km
- ← Einleitung Gewerbekanal Grüttbach, am Mittellauf auch Lörracher Feldteich (links), DGKZ: 232-994, 4,9 km
- → Ausleitung Neuer Teich (Wiese) (links), DGKZ: 232-996, 7,2 km
- → Ausleitung Mühleteich, auch Weilmühleteich (rechts), DGKZ: 232-9952, GEWISSNR: 3734, 1,6 km[34]
- ← Einleitung Mühleteich, auch Weilmühleteich (rechts), DGKZ: 232-9952, GEWISSNR: 3734 1,6 km
  - → Ausleitung Wuhrgraben, auch Weilbach, am Unterlauf Krebsbach (rechts), DGKZ: 233-122, 4,0 km, mündet in Märkt (Stadt Weil am Rhein) direkt in den Rhein
- → Ausleitung Wiesenseitenkanal 2 (links), DGKZ: 232-99692, 0,2 km
- ← Einleitung Neuer Teich (Wiese) (links), DGKZ: 232-996, 7,2 km
  - Aubach (Neuer Teich), Oberlauf Mühlebach (Aubach) (links), DGKZ: 232-9962, 4,1 km
    - → Ausleitung Wiesenseitenkanal 1, auch Riehenteich, (rechts), DGKZ: 232-99694, 0,6 km
    - Bützmattbach (rechts), DGKZ: 232-99624, 0,7 km
    - Langmattbach (Aubach) (links), DGKZ: 232-99622, 1,0 km

  - Stadtgraben (Neuer Teich) (links), DGKZ: 232-99612, 2,3 km
    - Rüttegraben (Stadtgraben) (rechts), DGKZ: 232-996122, 1,4 km
- ← Einleitung Wiesenseitenkanal 1, auch Riehenteich (links), DGKZ: 232-99694